# 大統領内閣 (インドネシア)
大統領内閣 (だいとうりょうないかく、インドネシア語: Kabinet Presidensial ) は、スカルノが第1代内閣大統領に任命され、1945年（昭和20年）9月2日から1945年（昭和20年）11月14日まで続いたインドネシアの大統領内閣。

## 内閣の顔ぶれ・人事
| 職名             | 氏名                                                       | 氏名 |
| ---------------- | ---------------------------------------------------------- | ---- |
| 元首             | スカルノ                                                   |      |
| 副大統領         | モハマッド・ハッタ                                         |      |
| 外務大臣         | ミスター・アフマド・スバルジョ                             |      |
| 内務大臣         | R.A.A. ウィラナタコエソエマ V                              |      |
| 内務副大臣       | ミスター・ハルマニ                                         |      |
| 人民安全保障大臣 | スプリヤディ                                               |      |
| 人民安全保障大臣 | スリヨアディクスモ (暫定広告)                              |      |
| 司法大臣         | スポモ                                                     |      |
| 逓信大臣         | アミール・シャリフディン                                   |      |
| 通信副大臣       | アリ・サストロアミジョヨ                                   |      |
| 大蔵大臣         | サムシ・サストラヴィダグダ (1945年9月25日まで)             |      |
| 大蔵大臣         | アレクサンダー・アンドリース・マラミス (1945年9月25日から) |      |
| 繁栄大臣         | スラチマン・チョクロディスルジョ                           |      |
| 運輸大臣         | アビクスノ・チョクロスヨソ                                 |      |
| 公共事業大臣     | アビクスノ・チョクロスヨソ                                 |      |
| 社会大臣         | イワ・クスマスマントリ                                     |      |
| 文部大臣         | キ・ハジャール・デワンタラ                                 |      |
| 保健大臣         | ボエンタラン・マルトアトモジョ                             |      |
| 宗教大臣         | アブドゥル・ワヒド・ハシム                                 |      |
| 国務大臣         | モハマド・アミール                                         |      |
| 国務大臣         | サルトノ                                                   |      |
| 国務大臣         | アブドゥル・ワヒド・ハシム                                 |      |
| 国務大臣         | アレクサンダー・アンドリース・マラミス                     |      |
| 国務大臣         | オート イスカンダル ディナタ                               |      |

### 閣僚レベルの役人
| 職名           | 氏名                                       | 氏名 |
| -------------- | ------------------------------------------ | ---- |
| 最高裁判所長官 | クスマ アトマジャ                          |      |
| 検事総長       | ガトット・タルナミハルジャ                 |      |
| 国務大臣秘書官 | アブドエル・ガファール・プリングゴディグド |      |
| 州報道官       | スカルジョ ウィリョプラノト                |      |